# Saoirse Ronan
Pour les articles homonymes, voir Ronan (homonymie).
Saoirse Ronan (en anglais : /ˈsɝʃə ˈɹoʊnən/ ; en irlandais /ˈsˠiːɾˠʃə ˈɾˠoːnɑːn/), née le 12 avril 1994 dans le Bronx à New York (États-Unis), est une actrice americano-irlandaise.
Elle est révélée par le drame romantique Reviens-moi (2007) de Joe Wright, pour lequel elle reçoit sa première nomination aux Oscars du meilleur second rôle à seulement 13 ans. Puis elle obtient une reconnaissance publique et critique grâce à ses interprétations dans les films Brooklyn (2015) et Lady Bird (2017). Elle remporte d'ailleurs le Golden Globes en 2018 pour son interprétation de Christine « Lady Bird » McPherson dans le film Lady Bird.
En 2019, Greta Gerwig fait de Saoirse Ronan la nouvelle Joséphine « Jo » March dans l'adaptation du roman de Louisa May Alcott Les Quatre Filles du docteur March. Son interprétation lui vaudra sa quatrième nomination aux Oscars, Golden Globes et sa cinquième nomination aux BAFTA.

## Biographie

### Jeunesse
Saoirse Ronan est née le 12 avril 1994 dans le Bronx, un arrondissement de New York, de parents irlandais Monica (née Brennan) et Paul Ronan, tous deux de Dublin. Son père travaillait dans le bâtiment et dans des bars avant de suivre une formation d'acteur à New York, et sa mère travaillait comme nounou et fut également actrice. Ses parents étaient initialement des immigrants sans papiers qui avaient quitté l'Irlande en raison de la récession des années 1980 et qui avaient des difficultés économiques pendant leur séjour à New York. La famille est ensuite retournée en Irlande, à Dublin. Saoirse Ronan a grandi à Ardattin, dans le comté de Carlow, où elle a fréquenté l'école nationale d'Ardattin. Ses parents l'ont plus tard fait instruire en privé à la maison. Quelque temps plus tard, elle vivait à nouveau à Dublin avec ses parents, qui se sont installés dans le village balnéaire de Howth. Elle a été élevée dans la religion catholique, mais dit qu'elle a remis en question sa foi.
Elle vit depuis janvier 2016 à Manhattan (New York).

### Carrière

#### Révélation précoce et percée hollywoodienne
Elle est révélée en 2007 à l'âge de 13 ans par sa performance dans le drame britannique Reviens-moi, porté par le tandem Keira Knightley / James McAvoy. Elle devient la onzième plus jeune actrice à avoir été sélectionnée aux Oscars et la septième dans la catégorie meilleure actrice dans un second rôle. Elle reçoit d'autres récompenses et nominations et s'impose comme une révélation.
Elle enchaîne avec deux projets hollywoodiens : en 2008 sort le film d'aventures pour la jeunesse La Cité de l'ombre, dont elle partage l'affiche avec Harry Treadaway. Et en 2009, elle tient le premier rôle de Lovely Bones, drame fantastique de Peter Jackson. Pour cette adaptation cinématographique du livre d'Alice Sebold, les parents de son personnage, Susie Salmon, sont incarnés par Mark Wahlberg et Rachel Weisz.

En 2010, elle poursuit avec un autre grand cinéaste : elle incarne le seul personnage féminin de la distribution chorale de la fresque historique Les Chemins de la liberté, réalisée par Peter Weir.

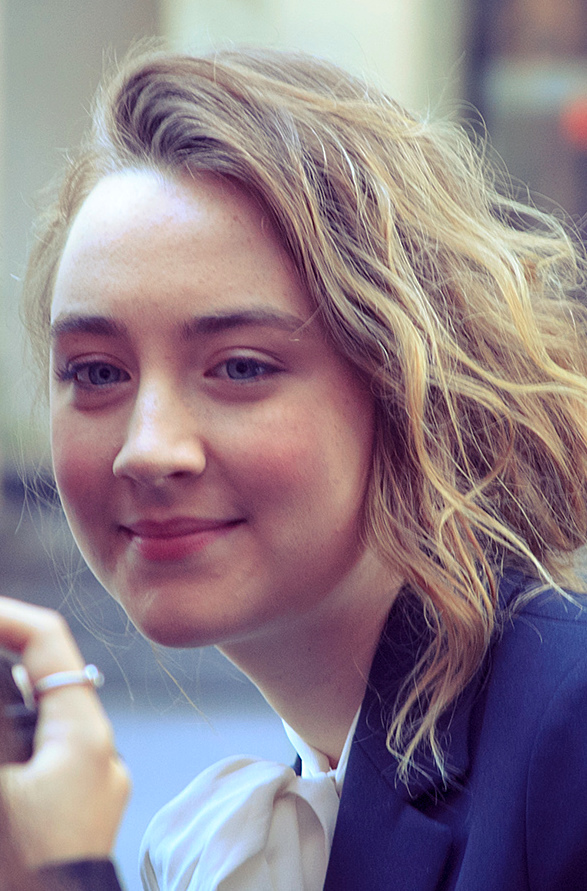
L'actrice lors du Festival international du film de Toronto 2015

L'année 2011 la voit tenter de s'imposer comme tête d'affiche d'un cinéma d'action pour adolescents : elle retrouve le réalisateur Joe Wright pour le film d'action Hanna, où elle est entourée de Cate Blanchett et Eric Bana. Puis elle partage l'affiche de Violet & Daisy avec Alexis Bledel, où elles incarnent de jeunes tueuses à gages.
Elle revient à un cinéma plus adulte et à l'Angleterre avec le thriller baroque fantastique Byzantium, de Neil Jordan. Elle y joue une jeune vampire, aux côtés de Gemma Arterton et Sam Riley.
En 2013, ses nouvelles tentatives de premier rôle d'un cinéma d'action se soldent par des échecs critiques et commerciaux : tout d'abord la réception du blockbuster Les Âmes vagabondes, réalisé par Andrew Niccol, tue dans l'œuf les espoirs de franchise. Puis le film d'action Maintenant c'est ma vie, réalisé par Kevin Macdonald, passe inaperçu.
L'année suivante, elle fait partie de la distribution de deux projets américains plus ambitieux : The Grand Budapest Hotel, huitième long-métrage de Wes Anderson. Autre univers, plus violent, avec Lost River, première réalisation de Ryan Gosling.
Pour la bande originale du film, elle prête sa voix en 2015 dans le morceau Tell me de Johnny Jewel, guitariste, claviériste et producteur du groupe de musique électronique Glass Candy.

#### Reconnaissance critique
En tant que tête d'affiche, elle se concentre alors sur des projets indépendants : le thriller Dix-sept ans de captivité, écrit et réalisé par Nikole Beckwith ; puis la romance historique Brooklyn, adaptation du roman éponyme de l'Irlandais Colm Tóibín, mise en scène par John Crowley. Ronan y incarne l'héroïne, une jeune irlandaise immigrée à New York dans les années 1950, tombant amoureuse d'un jeune italo-américain incarné par Emory Cohen. Sa prestation lui vaut sa seconde nomination aux Oscars, cette fois dans la catégorie meilleure actrice.
Après quelques courts-métrages et doublages, elle revient en 2017 en tête d'affiche d'un autre projet remarqué, Lady Bird, comédie dramatique écrite et réalisée par Greta Gerwig. Son rôle d'adolescente perturbée lui vaut sa troisième nomination aux Oscars. En Angleterre, elle défend également le mélodrame Sur la plage de Chesil dont elle partage l'affiche avec le jeune Billy Howle.
La même année, elle apparaît dans le clip officiel de Galway Girl, troisième titre de l'album ÷ (Divide) du chanteur britannique Ed Sheeran, qu'elle guide pour une soirée à travers la ville de Galway. Le clip est dévoilé le 3 mai 2017.
En 2018, elle revient à des projets choraux : dans The Seagull, de Michael Mayer, elle donne notamment la réplique à Annette Bening et Elizabeth Moss. Puis elle retrouve Greta Gerwig, chargée de l'adaptation du classique de la littérature américaine, Les Quatre Filles du docteur March. Tandis qu'Emma Watson incarne l'aînée Meg March, Eliza Scanlen la douce Beth et Florence Pugh la benjamine Amy, Ronan prête ses traits à la fonceuse et créative Jo March.

### Vie privée
Elle est en couple depuis 2018 avec l'acteur Jack Lowden[réf. souhaitée]. L'Irish Independent a rapporté en juillet 2024 qu'ils s'étaient mariés lors d'une cérémonie secrète à Édimbourg.

## Filmographie

### Cinéma

#### Années 2000
- 2007 : Trop jeune pour elle (I Could Never be Your Woman) d'Amy Heckerling : Izzie
- 2007 : Jonathan Toomey : Le Miracle de Noël (The Christmas Miracle of Jonathan Toomey) de Bill Clark : Celia Hardwick
- 2007 : Au-delà de l'illusion (Death Defying Acts) de Gillian Armstrong : Benji McGarvie
- 2008 : Reviens-moi (Atonement) de Joe Wright : Briony Tallis
- 2008 : La Cité de l'ombre (City of Ember) de Gil Kenan : Lina Mayfleet
- 2009 : Lovely Bones de Peter Jackson : Susie Salmon

#### Années 2010
- 2010 : Les Chemins de la liberté (The Way Back) de Peter Weir : Irena
- 2011 : Hanna de Joe Wright : Hanna
- 2011 : Violet et Daisy de Geoffrey S. Fletcher : Daisy
- 2012 : Byzantium de Neil Jordan : Eleanor
- 2013 : Les Âmes vagabondes (The Host) d'Andrew Niccol : Melanie Stryder / Vagabonde (VO: Wanderer)
- 2013 : Maintenant c'est ma vie (How I Live Now) de Kevin Macdonald : Daisy
- 2014 : The Grand Budapest Hotel de Wes Anderson : Agatha
- 2014 : Lost River de Ryan Gosling : Rat
- 2015 : Dix-sept Ans de captivité (Stockholm, Pennsylvania) de Nikole Beckwith : Leia Dargon
- 2015 : Brooklyn de John Crowley : Ellis Lacey
- 2017 : La Passion Van Gogh (Loving Vincent) de Dorota Kobiela et Hugh Welchman : Marguerite Gachet
- 2017 : Lady Bird de Greta Gerwig : Christine « Lady Bird » McPherson
- 2017 : Sur la plage de Chesil (On Chesil Beach) de Dominic Cooke : Florence Ponting
- 2018 : The Seagull de Michael Mayer : Nina
- 2018 : Marie Stuart, reine d'Écosse (Mary Queen of Scots) de Josie Rourke : Marie Stuart
- 2019 : Les Filles du docteur March (Little Women) de Greta Gerwig : Jo March

#### Années 2020
- 2020 : Ammonite de Francis Lee : Charlotte Murchison
- 2021 : The French Dispatch de Wes Anderson : la principale showgirl
- 2022 : Coup de théâtre (See How They Run) de Tom George : Agent Stalker
- 2023 : Le Remplaçant (Foe) de Garth Davis : Henrietta
- 2024 : The Outrun de Nora Fingscheidt : Rona
- 2024 : Blitz de Steve McQueen : Rita

### Télévision
- 2003-2004 : The Clinic : Rhiannon Geraghty
- 2005 : Preuve à charge (en) (Proof): Orla Boland

### Clips musicaux
- 2016 : Cherry Wine de Hozier[7]
- 2017 : Galway Girl de Ed Sheeran[8]
- 2025 : Psycho Killer de Talking Heads[9]

## Théâtre
- 2016 : The Crucible (Les Sorcières de Salem) (Walter Kerr Theatre) : Abigail Williams

## Distinctions

### Récompenses
- Las Vegas Film Critics Society Awards[10] : Meilleure jeune performance pour Reviens-moi
- Phoenix Film Critics Society Awards[11] : Meilleure jeune performance premier et second rôle confondus pour Reviens-moi
- Irish Film and Television Awards 2014 : Meilleure actrice pour Byzantium
- Festival du film de Hollywood 2015 : Hollywood New Hollywood Award pour Brooklyn
- New York Film Critics Circle Awards 2015 : Meilleure actrice pour Brooklyn
- Boston Online Film Critics Association Awards 2015 : Meilleure actrice pour Brooklyn
- Golden Globes 2018 : Meilleure actrice dans un film musical ou une comédie pour Lady Bird

### Nominations
- Satellite Awards 2007 : Meilleure actrice dans un second rôle pour Reviens-moi
- St. Louis Gateway Film Critics Association Awards 2007[12]: Meilleur second rôle féminin pour Reviens-moi
- Oscars 2008 : Meilleure actrice dans un second rôle pour Reviens-moi
- BAFTAs 2008[13]: Meilleure actrice dans un second rôle pour Reviens-moi
- Golden Globe Awards 2008[14] : Meilleure actrice dans un second rôle pour Reviens-moi
- Online Film Critics Society Awards 2008[15]: Meilleure actrice dans un second rôle pour Reviens-moi
- Critics' Choice Movie Awards 2008[16]: Meilleure jeune actrice pour Reviens-moi
- Dallas-Fort Worth Film Critics Association Awards 2008 : Meilleure actrice dans un second rôle pour Reviens-moi
- London Film Critics Circle Awards 2008[17]: Révélation britannique de l'année pour Reviens-moi
- BAFTAs 2010 : Meilleure actrice pour Lovely Bones
- Golden Globes 2016 : Meilleure actrice dans un film dramatique pour Brooklyn
- Oscars 2016 : Meilleure actrice pour Brooklyn
- Oscars 2018 : Meilleure actrice pour Lady Bird
- Golden Globes 2020 : Meilleure actrice dans un film dramatique pour Les Filles du docteur March
- Oscars 2020 : Meilleure actrice pour Les Filles du docteur March
- BAFA 2020 : Meilleure actrice pour Les Filles du docteur March

## Voix francophones
En France, Léopoldine Serre est la voix la plus régulière de Saoirse Ronan. Elisabeth Ventura et Leslie Lipkins l'ont également doublé à trois reprises chacune. 
Au Québec, si l'actrice fut doublée par Charlotte Mondoux par le passé, c'est désormais Rachel Graton qui lui prête sa voix ponctuellement.